# Matt Briggs
Pour les articles homonymes, voir Briggs.
Matt Briggs, né le 18 novembre 1883 à New York (arrondissement de Brooklyn, État de New York) et mort le 10 juin 1962 à Seattle (État de Washington), est un acteur américain.

## Biographie
Matt Briggs débute au théâtre et joue notamment à Broadway (New York) dans seize pièces à partir de 1928, dont Twentieth Century (en) de Ben Hecht et Charles MacArthur (1932-1933, avec Joseph Crehan et Etienne Girardot) et Margin for Error (en) de Clare Boothe Luce (1939-1940, avec Sam Levene et Otto Preminger).
Sa dernière pièce à Broadway est The Male Animal d'Elliott Nugent et James Thurber (1952, avec Elliott Nugent et Martha Scott), où il reprend son rôle créé en 1940. S'ajoute la comédie musicale Bloomer Girl (en) sur une musique d'Harold Arlen (1944-1946, avec Celeste Holm et Dooley Wilson), qu'il reprend en 1947.
Au cinéma, il contribue à treize films américains, les cinq premiers en 1933-1934, dont A Very Honorable Guy de Lloyd Bacon (1934, avec Joe E. Brown et Alice White). Ses huit films suivants datent des années 1940, depuis le western L'Étrange Incident de William A. Wellman (1943, avec Henry Fonda et Dana Andrews) jusqu'à The Babe Ruth Story de Roy Del Ruth (1948, avec William Bendix dans le rôle-titre et Claire Trevor), en passant par Buffalo Bill du même Wellman (1944, avec Joel McCrea dans le rôle-titre et Maureen O'Hara).
À la télévision américaine, Matt Briggs apparaît dans sept séries, depuis The Philco Television Playhouse (un épisode, 1948) jusqu'à Schlitz Playhouse of Stars (un épisode, 1951).
Il meurt en 1962, à 78 ans.

## Théâtre à Broadway (intégrale)
(pièces, sauf mention contraire)
- 1928-1929 : Brothers d'Herbert Ashton Jr. : « Oily » Joe
- 1931 : Wonder Boy d'Edward Chodorov (en) et Arthur Barton : Charlie Horton
- 1932 : Blessed Event de Manuel Seff (en) et Forrest Wilson (en) : Sam Gobel
- 1932-1933 : Twentieth Century (en) de Ben Hecht et Charles MacArthur, mise en scène et production de George Abbott : Oliver Webb
- 1934 : Kill That Story de Philip Dunning (en) et Harry Madden, mise en scène de George Abbott : Spike Taylor
- 1934 : So Many Paths d'Irving Kaye Davis : Howard Brown
- 1935 : Nowhere Bound de Leo Birinski : Jack Thurson
- 1936 : Sweet River, production, mise en scène et adaptation de George Abbott, d'après La Case de l'oncle Tom (Uncle Tom's Cabin) d'Harriet Beecher Stowe : Simon Legree
- 1939 : Off to Buffalo (en) de Max Liebman (en) et Allen Boretz : Barkas
- 1939 : Day in the Sun d'Ernest V. Heyn et Edward R. Sammis : Ed Hubbell
- 1939-1940 : Margin for Error (en) de Clare Boothe Luce, mise en scène d'Otto Preminger : Otto B. Horst[1]
- 1940 : The Male Animal d'Elliott Nugent et James Thurber, mise en scène d'Herman Shumlin : Ed Keller[2] (rôle repris en 1952)
- 1941 : Village Green de Carl Allensworth : Henry Ames
- 1941-1943 : Junior Miss de Jerome Chodorov et Joseph Fields, mise en scène de Moss Hart : J. B. Curtis[3]
- 1944 : That Old Devil de (et mise en scène par) J. C. Nugent : John Woodruff
- 1944-1946 : Bloomer Girl (en), comédie musicale, musique d'Harold Arlen, lyrics de Yip Harburg, livret de Sig Herzig et Fred Saidy (en), chorégraphie d'Agnes de Mille : Horatio (rôle repris en 1947)
- 1948 : The Hallams de (et mise en scène par) Rose Franken : Walter Hallam
- 1952 : The Male Animal précitée, reprise mise en scène par Michael Gordon : Ed Keller

## Filmographie partielle

### Cinéma
- 1933 : Conseils aux cœurs brisés (en) (Advice to the Lovelorn) d'Alfred L. Werker : Richards
- 1934 : A Very Honorable Guy de Lloyd Bacon : le fermier Parkins
- 1943 : L'Étrange Incident (The Ox-Bow Incident) de William A. Wellman : le juge Daniel Tyler
- 1943 : The Meanest Man in the World de Sidney Lanfield : Arthur Brown
- 1943 : L'Île aux plaisirs (Coney Island) de Walter Lang : William « Willie » Hammmerstein
- 1943 : Maîtres de ballet (The Dancing Masters) de Malcolm St. Clair : Wentworth Harlan
- 1944 : Buffalo Bill de William A. Wellman : le général Blazier
- 1948 : The Babe Ruth Story de Roy Del Ruth : le colonel Jacob Ruppert

### Télévision
(séries)
- 1948 : The Philco Television Playhouse, saison 1, épisode 1 Les Invités de huit heures (Dinner at Eight) de Fred Coe : rôle non spécifié
- 1951 : Schlitz Playhouse of Stars, saison 1, épisode 6 Decision and Daniel Webster : le sénateur Pritchard